# 1502
1502 (MDII) a fost un an comun al calendarului iulian, care a început într-o zi de sâmbătă.

## Evenimente
- 21 mai: Insula Sfânta Elena este descoperită de portughezul João da Nova.

### Nedatate
- mai: Cristofor Columb începe cea de-a patra călătorie.

## Nașteri
- 7 ianuarie: Papa Grigore al XIII-lea (n. Ugo Boncompagni), (d. 1585)
- 7 iunie: Ioan al III-lea, al XV-lea rege al Portugaliei și al Algarve (d. 1557)

## Decese
- 2 aprilie: Arthur Tudor, Prinț de Wales, 15 ani, primul fiu al regelui Henric al VII-lea al Angliei și a reginei Elisabeta de York (n. 1486)